# Budai János Gergő
Budai János Gergő, dr (Budapest, 1977. január 23. –) jogász, üzletember, 2024 óta a Vantage Towers Csoport regionális vezérigazgatója (Magyarország, Csehország, Románia, Portugália, Írország), egyben 2020 óta a Vantage Towers Magyarország Zrt elnök-vezérigazgatója. Korábban 2017 és 2020 között, a Vodafone Magyarország általános vezérigazgató-helyettese, igazgatóságának alelnöke.
Tanulmányai
Iskolai tanulmányait Budapesten, New Yorkban és Pretoriában végezte. A budapesti Szilágyi Erzsébet Gimnáziumban érettségizett 1995-ben, majd a Pázmány Péter Katolikus Egyetem (PPKE-JÁK) Jog- és Államtudományi Karán diplomázott summa cum laude minősítéssel 2001-ben.
2005-ben sikeres jogi szakvizsgát követően a Budapesti Ügyvédi Kamara tagja.

## Szakmai tevékenysége
2001-től a White & Case LLP nemzetközi ügyvédi iroda munkatársa, a budapesti, brüsszeli és washingtoni irodában dolgozott, ahol többek között olyan ügyfeleket képviselt, mint a magyar állam, a BAA, a Colgate-Palmolive, a Bayer Pharma, illetve a Schering.
2007-től a Pfizer gyógyszeripari vállalat magyar jogi igazgatója és eddigi legfiatalabb igazgatósági tagja, 2010-től a Pfizer magyar, cseh és román leányvállalatainak regionális jogi igazgatója és igazgatósági tagja.
2012-ben csatlakozott a Mid Europa Partners londoni tőkebefektetési társaság többségi tulajdonában álló Invitelhez, ahol a jogi, üzemeltetési, HR, beszerzèsi, biztonsàgi, logisztikai, szabályozási, minőségirányítási, adatközpont és létesítménygazdálkodási területekért felelt mint általános vezérigazgató-helyettes és igazgatósági tag (később Dataneum Zrt ig.elnök). Jelentős szerepet játszott az Invitel Csoport (Invitel Zrt., Invitech Zrt., Invitel Központi Szolgáltató Zrt. és Dataneum Zrt.) létrehozatalában és a cégcsoport növekedési pályára állításában, nyereségessé tételében.
Az Invitel Csoport sikeres reorganizációját és értékesítését követően 2017 második felében távozott az Invitel Csoporttól, és csatlakozott a Vodafone Magyarországhoz a jogi, szabályozási, PR, biztonsági, és  nagykereskedelmi területekért felelős vezérigazgató-helyettesként és az igazgatóság tagjaként. 2019 màjusàban az igazgatósàg alelnökèvè vàlasztottàk.  Vezèrigazgató-helyettesi ès alelnöki ciklusa alatt a Vodafone egyik legsikeresebb korszakàt èlte, mind árbevétel, mind EBDITA alapján. Ebben az időszakban a Vodafone Magyarorszàgon elsôkènt vezette be az 5G ès NBIoT szolgàltatàsokat, versenytàsait jelentôsen megelôzve, továbbá biztosította frekvenciakèszletèt a következô 20 èvre. Üzleti tevékenysége mellett a Vodafone Magyarország Alapítványának kurátora és a Digitális Iskola Program nagykövete.
2020. november 1-étől a Vodafone Zrt.-ből kivált Vantage Towers Zrt, torony infrastruktúra vállalat elnök-vezérigazgatója. 2024-től a Vantage Towers Zrt vezetése mellett, kinevezték a Towers Csoport Regionális (az ír, portugál, cseh, román és magyar piacokért felelős) vezérigazgatójává.

## Tagságai
- Budapesti Ügyvédi Kamara, 2005-től.

### Interjúk
- Tünde, Sándor. „Mindenkinek jó, ha nincs bent a munkahelyén”, NOL.hu, 2015. október 14. (Hozzáférés: 2018. március 29.)
- „Van, ahol már a dolgozók fele távmunkás”, 24.hu, 2016. november 2. (Hozzáférés: 2018. március 29.)
- Szereplései a HírTV Reggeli járat című műsorában. hirtv.hu. (Hozzáférés: 2018. március 29.)
- A digitális szakadék áthidalásáért tesz a Vodafone | gazdasagportal.hu. gazdasagportal.hu, 2017 (Hozzáférés: 2018. március 29.)
- „A jövő izgalmas - megújult a Vodafone”, Blikk.hu, 2017. október 5. (Hozzáférés: 2018. március 29.)
- „Olyan márkastartégiát mutatott be a Vodafone, hogy megőrülsz - Marketing - DigitalHungary”, digitalhungary.hu, 2017. október 6. (Hozzáférés: 2018. március 29.)
- „Még olcsóbbá válik az internet-hozzáférés”, Magyar Hírlap, 2017. október 16.. [2018. március 29-i dátummal az eredetiből archiválva] (Hozzáférés: 2018. március 29.)
- Ki az, aki belefogna egy vállalkozásba, tudva azt, hogy biztosan veszteséges lesz? (Előfizetői tartalom). portfolio.hu, 2017. december 4. (Hozzáférés: 2018. március 29.)
- „Hamarosan belép a lakossági vezetékespiacra a magyar Vodafone | Világgazdaság”, Világgazdaság, 2018. január 18.. [2018. március 30-i dátummal az eredetiből archiválva] (Hozzáférés: 2018. március 29.)
- „Bővíti mobilnetes szolgáltatását a Balaton körül a Vodafone”, MNO.hu, 2018. február 15.. [2018. március 30-i dátummal az eredetiből archiválva] (Hozzáférés: 2018. március 29.)
- „Örökbe fogadta a Vodafone a kecskeméti Béke Általános Iskolát”, keol.hu (Hozzáférés: 2018. március 29.)
- http://nrgreport.com/cikk/2018/11/27/elesedik-a-verseny-a-tavkozlesben
- https://www.internethungary.com/eloadok/budai-j-gergo-2809
- https://trendfm.hu/cimlap/felertekelodnek-a-kommunikacios-szolgaltatasok-a-jarvany-miatt-13724https://infoter.hu/cikk/5g-vr-technologia-vodafone---interju-budai-j-gergovel-az-infoter-konferencia-jegyeben%5B%5D
- https://uzletesutazas.hu/vodafone-digitalis-dij/
- https://figyelo.hu/hirek/egymilliardot-koltott-a-vodafone-halozatbovitesre-82394/
- https://bitport.hu/a-het-kerdesere-budai-j-gergo-a-vodafone-igazgatosaganak-alelnoke-valaszol
- https://effekteam.hu/ismet-meghirdetik-a-15-millio-forint-osszdijazasu-vodafone-digitalis-dijat/
- https://www.vg.hu/vallalatok/infokommunikacio/havi-szazmillio-megy-5g-frekvenciakra-2-2211939/ Archiválva 2020. június 22-i dátummal a Wayback Machine-ben